# Walter Hörnlein

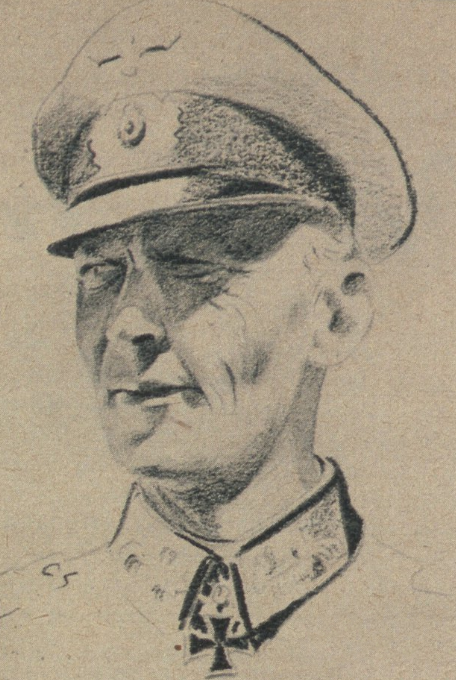
Generalleutnant Walther Hörnlein

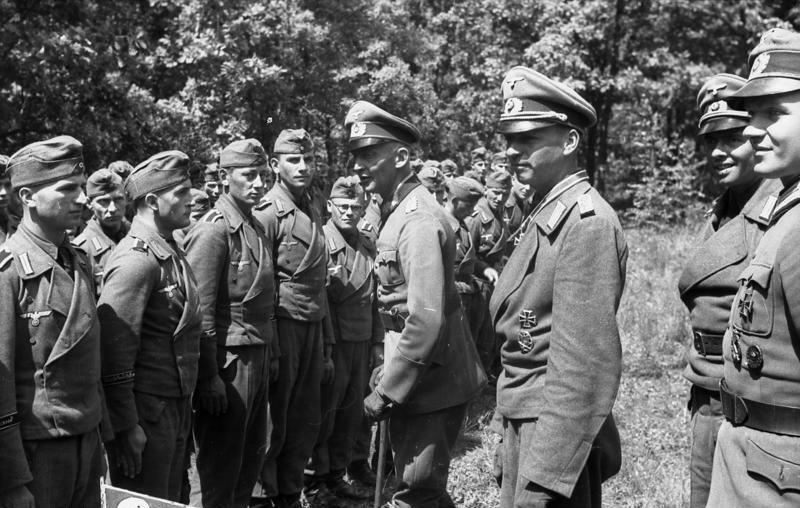
Hoernlein (Bildmitte, 1943) vor Besatzungen von Sturmgeschützen

Walter Hoernlein (* 2. Januar 1893 in Blüthen bei Karstädt; † 14. September 1961 in Köln-Merheim) war ein deutscher Offizier, zuletzt General der Infanterie im Zweiten Weltkrieg. Er trug bei seinen Soldaten im Zweiten Weltkrieg den Spitznamen Papa.

## Leben
Hoernlein  diente als Leutnant im Ersten Weltkrieg. Er geriet im Oktober 1914 schwer verwundet in französische Kriegsgefangenschaft. Nach Ende des Krieges wurde er in die Reichswehr übernommen. Im Rang eines Majors wurde er im Oktober 1935 Bataillonskommandeur im Infanterieregiment 69. 1937 erfolgte die Beförderung zum Oberstleutnant. Ab dem 1. November 1939 war er Kommandeur des Infanterieregiments 80. Am 1. April 1940 wurde er zum Oberst befördert. Am 30. Juli 1941 wurde ihm für seine Leistungen als Kommandeur des Infanterieregiments 80 im Kampfeinsatz das Ritterkreuz des Eisernen Kreuzes verliehen. Ab dem 1. August 1941 war er Kommandeur Infanterieregiment „Großdeutschland“. Am 1. April 1942 wurde er zum Generalmajor ernannt und am gleichen Tag mit der Führung der neu aufzustellenden Infanterierdivision (mot.) Großdeutschland beauftragt. Am 1. Mai 1942 erfolgte seine Ernennung zum Kommandeur dieser Division. Zum 1. Januar 1943 wurde er zum Generalleutnant befördert. Auch als die Division im Juni 1943 in Panzergrenadier-Division Großdeutschland umbenannt wurde, blieb er Kommandeur. Am 27. Januar 1944 wurde er zunächst in die Führerreserve des OKH versetzt. Ab dem 1. August 1944 führte er dann das LXXXII. Armeekorps. Am 1. November wurde er zum Kommandierenden General des LXXXII. Armeekorps ernannt und am 9. November zum General der Infanterie befördert. Am 1. Dezember wurde er erneut in die Führerreserve des OKH versetzt. Vom 5. bis 24. Dezember erfolgte seine Einarbeitung als stellvertretender Kommandierender General und Befehlshaber beim Wehrkreis X in Hamburg. Am 1. Februar 1945 erfolgte der Ernennung zum stellvertretenden Kommandierenden General und Befehlshaber beim Wehrkreis II (Stettin). Ab dem 28. April 1945 leitete Hörnlein als Kommandierender General das XXVII. Armeekorps. Nach Kriegsende war er bis 1947 in Kriegsgefangenschaft.

## Auszeichnungen
- Eisernes Kreuz (1914) II. Klasse
- Spange zum Eisernen Kreuz II. Klasse
- Eisernes Kreuz (1939) I. Klasse
- Deutsches Kreuz in Gold am 14. Februar 1943
- Ritterkreuz des Eisernen Kreuzes mit Eichenlaub[3]
  - Ritterkreuz am 30. Juli 1941
  - Eichenlaub am 15. März 1943 (213. Verleihung)